# Třebenice
Třebenice − miasto w Czechach, w kraju ujskim.
Według danych z 31 grudnia 2003 powierzchnia miasta wynosiła 2 186 ha, a liczba jego mieszkańców 1 723 osób.

## Demografia
| Rok             | 1970  | 1980  | 1991  | 2001  | 2003  |
| --------------- | ----- | ----- | ----- | ----- | ----- |
| Liczba ludności | 2 166 | 2 000 | 1 753 | 1 686 | 1 723 |

Źródło: Czeski Urząd Statystyczny